# Université nationale d'Andong
L'Université nationale d'Andong (en hangul : 안동대학교) est une université nationale de Corée du Sud située à Andong dans le Gyeongsang du Nord. 